# Odontarrhena tortuosa
Odontarrhena tortuosa (syn. Alyssum tortuosum Willd., у т. ч. Alyssum longistylum (Sommier & Levier) Grossh. & Schischk., Alyssum savranicum Andrz. ex Besser) — вид квіткових рослин родини капустяних (Brassicaceae).

## Біоморфологічна характеристика
Це напівкущик. Багаторічна рослина 6–30(60) см заввишки. Стебла повзучі чи висхідні, тонкі, здерев'янілі біля основи, неквітучі подовжені, рідко розвинені, без листкових розеток. Листки ланцетні чи обернено-ланцетні, 10–20 × 2–5 мм, сіро-зелені чи біло-запушені. Чашечка 2 мм завдовжки, віночок жовтий 2.5 мм. Плід — еліпсоїдний або обернено-яйцеподібний стручок, 3–4 × 2–2.5 мм, густо-сіро волосистий, усічений на верхівці, насіння безкриле.

## Поширення
Росте у Євразії від Балкан до Сибіру.
В Україні росте на скелях, кам'янистих схилах, пісках, вапняках та на крейді — у Лісостепу, рідко; Степу та Криму (Степовому, Передгірному, ПБК).